# Devil May Cry (sèrie de televisió)
Devil May Cry és una sèrie de televisió animada d'acció i fantasia del 2025 creada pel productor de cinema indi-americà Adi Shankar i produïda l'animació per l'estudi sud-coreà Mir. Basada en la franquícia de videojocs japonesa de Capcom, la història segueix al caçador de dimonis Dante mentre intenta frustrar una invasió demoníaca a la Terra encapçalada per un poderós dimoni conegut com el Conill Blanc mentre també entra en conflicte amb una soldada, la Mary. La sèrie es va estrenar el 3 d'abril de 2025 a Netflix. S'ha subtitulat al català.

## Producció
A finals del 2018, Adi Shankar va anunciar que produiria l'adaptació de la sèrie de televisió de Devil May Cry de Capcom per a Netflix . Alex Larsen va ser contractat com a guionista de la sèrie. La primera temporada va constar de 8 episodis.
A finals de setembre de 2023, es va publicar el primer tast durant la retransmissió en directe Drop 01 de Netflix. Poc després, l'actor de doblatge original de Dante, Reuben Langdon, va revelar que no li havien demanat que reprengués el seu paper. El setembre de 2024 es va revelar que Johnny Yong Bosch, que va posar veu al personatge de Nero als videojocs, assumiria el paper de Dante per a la sèrie. L'11 de març de 2025, es va revelar un nou tràiler amb membres addicionals del repartiment; un d'ells, Kevin Conroy, era un paper pòstum com a vicepresident Baines després de la seva mort el novembre de 2022, i va ser reassignat a Ian James Corlett.
Com a aficionat autoproclamat de la sèrie, Adi Shankar va dir que havia dissenyat un cosplay del videojoc, que va atreure l'empresa encarregada dels jocs. Shankar va aportar paral·lelismes entre Devil May Cry i el còmic Iron Man pel que fa a la popularitat i va voler donar-li una revisió inspirada en la trilogia El cavaller fosc de Christopher Nolan.

## Estrena
El setembre de 2023, es va publicar un primer tràiler de tast juntament amb la notícia que l'Studio Mir de Corea del Sud s'encarregaria de producció i l'animació de la sèrie. Un segon tràiler de tast es va publicar el 19 de setembre de 2024. El gener de 2025, es va donar a conèixer la seqüència d'introducció, que presentava la cançó «Rollin'» de Limp Bizkit, i s'anunciava la data d'estrena del 3 d'abril.